# Јоже Међимурец
Јоже Међимурец (Пинце-Мароф 6. август 1945) бивши југословенски атлетски репрезентативац у трчању на средњим стазама.

## Спортска биографија
Спортску каријеру почео је као боксер. Био је јуниорски првак Словеније и други на првенству Југославије. Атлетиком се почео бавити касно, када је био на одслужењу војног рока у Смедеревској Паланци. Ту га је запазио познати атлетичар Драго Штритоф и пребацио га у Спортску чету ЈНА. По завршетку војног рока постао је члан АК Партизан где је остао до краја каријере. Под Штритофовим стручним надзором током 9 сезона постигао је низ запажених резултата: освојио је бронзану медаљу на 1. Европском првенству у дворани 1970. у Бечу. Првак државе био је 9 пута, првак Балкана 8, а 6 пута је поправљао државни рекорд на 800 метара.
Иако је испунио норму за учешће на Олимпијским играма 1968. није отпутовао, јер је требало место за неког од политичара. Четири године касније на Олимпијским играма у Минхену учествовао је у две дисциплине 800 метара и 1.500 м и у обе није успео да се пласира у финале.